# Shishmaref
Shishmaref és una població dels Estats Units a l'estat d'Alaska. Segons el cens del 2007 tenia 565 habitants.

## Demografia
Segons el cens del 2000, Shishmaref tenia 562 habitants, 142 habitatges, i 110 famílies La densitat de població era de 78,1 habitants/km².
Dels 142 habitatges en un 52,8% hi vivien nens de menys de 18 anys, en un 36,6% hi vivien parelles casades, en un 19,7% dones solteres, i en un 22,5% no eren unitats familiars. En el 21,1% dels habitatges hi vivien persones soles el 4,2% de les quals corresponia a persones de 65 anys o més que vivien soles. El nombre mitjà de persones vivint en cada habitatge era de 3,96 i el nombre mitjà de persones que vivien en cada família era de 4,59.
Per edats la població es repartia de la següent manera: un 40,9% tenia menys de 18 anys, un 11,4% entre 18 i 24, un 29,4% entre 25 i 44, un 12,6% de 45 a 60 i un 5,7% 65 anys o més.
L'edat mediana era de 24 anys. Per cada 100 dones de 18 o més anys hi havia 121,3 homes.
La renda mediana per habitatge era de 30.714 $ i la renda mediana per família de 29.306 $. Els homes tenien una renda mediana de 35.357 $ mentre que les dones 25.000 $. La renda per capita de la població era de 10.487 $. Aproximadament el 16,2% de les famílies i el 16,3% de la població estaven per davall del llindar de pobresa.

## Poblacions més properes
El següent diagrama mostra les poblacions més properes.